# Nati nel 1927/Novembre
| Questa pagina contiene informazioni ricavate automaticamente dalle voci biografiche con l'ausilio del template Bio e di un bot. L'aggiornamento è periodico e automatico e ricostruisce completamente la pagina. Se manca una persona in questa lista, sei pregato di non aggiungerla, ma accertati piuttosto che la sua voce biografica contenga il template Bio e che i dati anagrafici siano correttamente compilati. Se il template Bio manca, inseriscilo tu stesso o, in alternativa, metti l'avviso {{tmp\|Bio}} che ne segnala la mancanza. Se i dati riportati sono sbagliati, correggi direttamente la voce biografica; le modifiche saranno visibili in questa lista entro pochi giorni. Per chiarimenti vedi il progetto biografie. La lista contiene solo le 163 persone che sono citate nell'enciclopedia e per le quali è stato implementato correttamente il template Bio. Pagina aggiornata al 2 giu 2025. |

- 1º novembre - Clara Bindi, attrice italiana († 2022)
- 1º novembre - Marcel Ophüls, regista, sceneggiatore e produttore cinematografico statunitense († 2025)
- 1º novembre - Filippo Maria Pandolfi, politico italiano († 2025)
- 1º novembre - Lino Spagnoli, imprenditore, pilota motonautico e dirigente sportivo italiano († 1986)
- 1º novembre - Herbert Wiedermann, ex canoista austriaco
- 2 novembre - Steve Ditko, fumettista statunitense († 2018)
- 2 novembre - John Sainsbury, imprenditore e filantropo inglese († 2022)
- 2 novembre - Jef Van der Linden, calciatore belga († 2008)
- 3 novembre - Yekutiel Adam, generale israeliano († 1982)
- 3 novembre - Zbigniew Cybulski, attore polacco († 1967)
- 3 novembre - Peggy McCay, attrice statunitense († 2018)
- 3 novembre - Odvar Nordli, politico norvegese († 2018)
- 3 novembre - Giampiero Orsello, politico e giurista italiano († 2006)
- 3 novembre - Florence Patterson, attrice canadese († 1995)
- 3 novembre - Osvaldo Riva, lottatore italiano († 2004)
- 3 novembre - Jan Stoeckart, compositore, direttore d'orchestra e trombonista olandese († 2017)
- 3 novembre - Thomas Wharton, arbitro di calcio scozzese († 2005)
- 4 novembre - Bobby Breen, attore e cantante canadese († 2016)
- 4 novembre - Bill Calhoun, cestista statunitense († 2024)
- 4 novembre - Vittorio Fellegara, compositore italiano († 2011)
- 5 novembre - Hirotsugu Akaike, statistico giapponese († 2009)
- 5 novembre - Pietro D'Ignazio, politico italiano († 2016)
- 5 novembre - Benjamin Franklin Meyer, presbitero, teologo e storico delle religioni statunitense († 1995)
- 5 novembre - Vibhuti Narayan Singh, principe indiano († 2000)
- 6 novembre - Roland Alexandre, attore francese († 1956)
- 6 novembre - Sirkka Polkunen, fondista finlandese († 2014)
- 6 novembre - Jean Sanitas, fumettista, scrittore e partigiano francese († 2016)
- 6 novembre - Marcello Sgarlata, politico italiano († 2004)
- 7 novembre - Vladimir Borisovič Berenštejn, regista sovietico († 1993)
- 7 novembre - Mario Ochoa, calciatore messicano
- 7 novembre - Lev Rešetnikov, cestista sovietico († 1994)
- 7 novembre - Hiroshi Yamauchi, imprenditore giapponese († 2013)
- 8 novembre - Chris Connor, cantante statunitense († 2009)
- 8 novembre - Ken Dodd, comico e cantante britannico († 2018)
- 8 novembre - Giuseppe Giarrizzo, storico e politico italiano († 2015)
- 8 novembre - Nguyễn Khánh, politico, generale e ambasciatore vietnamita († 2013)
- 8 novembre - Samuel Irving Newhouse, imprenditore statunitense († 2017)
- 8 novembre - Patti Page, cantante statunitense († 2013)
- 8 novembre - Ivo Vinco, basso italiano († 2014)
- 8 novembre - Len Wills, calciatore inglese († 2010)
- 9 novembre - Antonio Bellocchio, politico italiano († 2022)
- 9 novembre - Enzo Contegno, tiratore a segno italiano († 1984)
- 9 novembre - Ernesto Gutiérrez, calciatore argentino († 2006)
- 9 novembre - Antun Herceg, calciatore jugoslavo († 2013)
- 9 novembre - Olavo, calciatore brasiliano († 2004)
- 10 novembre - Pedro Bustos, cestista argentino († 2024)
- 10 novembre - Sabah, cantante e attrice libanese († 2014)
- 10 novembre - Normie Glick, cestista statunitense († 1989)
- 10 novembre - Antonio Laforgia, politico italiano († 2011)
- 10 novembre - Stelman, pittore italiano († 1998)
- 10 novembre - Pierre Trần Thanh Chung, vescovo cattolico vietnamita († 2023)
- 11 novembre - Mose Allison, pianista e cantante statunitense († 2016)
- 11 novembre - Efisio Arru, medico italiano († 2000)
- 11 novembre - Maati Bouabid, politico marocchino († 1996)
- 11 novembre - Euro Galletti, ex calciatore italiano
- 11 novembre - Gianni Giadresco, partigiano, politico e scrittore italiano († 2005)
- 11 novembre - Carlo Lucchesi, calciatore italiano († 2021)
- 11 novembre - Odette Lusien, nuotatrice francese († 2007)
- 11 novembre - Luigi Malerba, scrittore e sceneggiatore italiano († 2008)
- 11 novembre - Salvatore Pricoco, storico italiano
- 11 novembre - James Roose-Evans, regista teatrale, direttore artistico e attore britannico († 2022)
- 12 novembre - Jack Butler, giocatore di football americano statunitense († 2013)
- 12 novembre - David Butler, sceneggiatore scozzese († 2006)
- 12 novembre - Rosalina Neri, attrice e cantante lirica italiana († 2024)
- 12 novembre - Rinaldo Settembrino, allenatore di calcio e calciatore italiano († 1979)
- 12 novembre - František Šťastný, pilota motociclistico cecoslovacco († 2000)
- 12 novembre - Yutaka Taniyama, matematico giapponese († 1958)
- 13 novembre - Giovanni Sperotto, ex calciatore italiano
- 14 novembre - Franco Alasia, scrittore italiano († 2006)
- 14 novembre - Renzo Marcato, pittore italiano († 2014)
- 14 novembre - Stefanina Moro, partigiana italiana († 1944)
- 14 novembre - Renato Perona, pistard italiano († 1984)
- 14 novembre - McLean Stevenson, attore statunitense († 1996)
- 14 novembre - Narciso Yepes, chitarrista spagnolo († 1997)
- 15 novembre - Jacqueline Duhême, illustratrice e scrittrice francese († 2024)
- 15 novembre - Luigi Sarzano, commediografo e poeta italiano († 2000)
- 16 novembre - Robert Butler, regista statunitense († 2023)
- 16 novembre - Alfonso Campanile, poeta italiano († 1998)
- 16 novembre - Giovan Battista Carpi, fumettista e illustratore italiano († 1999)
- 16 novembre - Ernesto Cucchiaroni, calciatore argentino († 1971)
- 16 novembre - Shreeram Lagoo, attore indiano († 2019)
- 16 novembre - Salvatore Minore, mafioso italiano († 1982)
- 16 novembre - Barbara Payton, attrice e modella statunitense († 1967)
- 17 novembre - Mohamed Diab Al-Attar, calciatore e arbitro di calcio egiziano († 2016)
- 17 novembre - Robert Drasnin, compositore e musicista statunitense († 2015)
- 17 novembre - Renato Gandolfi, calciatore italiano († 2011)
- 17 novembre - Raymond Offner, cestista francese († 1989)
- 17 novembre - Lynn Stalmaster, casting director statunitense († 2021)
- 17 novembre - Saverio Vertone, scrittore, opinionista e politologo italiano († 2011)
- 18 novembre - Liane Augustin, cantante e attrice austriaca († 1978)
- 18 novembre - Hank Ballard, cantautore statunitense († 2003)
- 18 novembre - Gérard Calvet, abate francese († 2008)
- 18 novembre - Alessandro D'Eva, direttore della fotografia italiano († 2013)
- 18 novembre - Ėl'dar Aleksandrovič Rjazanov, regista, attore e poeta sovietico († 2015)
- 19 novembre - Bimal Chandra, nuotatore indiano († 1998)
- 19 novembre - David Ely, scrittore statunitense
- 19 novembre - Arnaldo Pittoni, politico italiano († 2004)
- 19 novembre - Tapio Pöyhönen, cestista finlandese († 2011)
- 20 novembre - Vachtang Balavadze, lottatore sovietico († 2018)
- 20 novembre - Franco Enriquez, regista teatrale e regista televisivo italiano († 1980)
- 20 novembre - Mo Mahoney, cestista e allenatore di pallacanestro statunitense († 2008)
- 20 novembre - Estelle Parsons, attrice statunitense
- 20 novembre - Kikuo Takano, poeta e matematico giapponese († 2006)
- 20 novembre - Michail Aleksandrovič Ul'janov, attore e politico russo († 2007)
- 21 novembre - Bruno Alfier, calciatore italiano († 2011)
- 21 novembre - Gordy Christian, hockeista su ghiaccio statunitense († 2017)
- 21 novembre - Jean Howell, attrice statunitense († 1996)
- 21 novembre - Barbara Rütting, attrice tedesca († 2020)
- 22 novembre - Jimmy Knepper, trombonista statunitense († 2003)
- 22 novembre - Alessandra Lavagnino, scrittrice e entomologa italiana († 2018)
- 23 novembre - Angelo Cordara, politico italiano († 2005)
- 23 novembre - Guy Davenport, scrittore, illustratore e docente statunitense († 2005)
- 23 novembre - Jiří Hejský, calciatore cecoslovacco († 1998)
- 23 novembre - Sybil Jason, attrice sudafricana († 2011)
- 23 novembre - Angelo Sodano, cardinale e arcivescovo cattolico italiano († 2022)
- 23 novembre - Paskal Sotirovski, astrofisico macedone († 2003)
- 24 novembre - Emma Lou Diemer, compositrice statunitense († 2024)
- 24 novembre - Agustín Edwards Eastman, giornalista e editore cileno († 2017)
- 24 novembre - Adrián Escudero, calciatore spagnolo († 2011)
- 24 novembre - Ahmadou Kourouma, scrittore ivoriano († 2003)
- 24 novembre - Alfredo Kraus, tenore spagnolo († 1999)
- 24 novembre - Charles Osborne, giornalista, critico musicale e scrittore britannico († 2017)
- 24 novembre - Saverio Salvatore Porcari, politico e ambasciatore italiano († 2013)
- 24 novembre - Günter Reisch, regista e sceneggiatore tedesco († 2014)
- 24 novembre - Kevin Skinner, rugbista a 15 e pugile neozelandese († 2014)
- 25 novembre - Tut Bartzen, tennista statunitense († 2019)
- 25 novembre - Giancarlo Livraghi, pubblicitario, bibliografo e scrittore italiano († 2014)
- 25 novembre - Nicolas Mosar, politico e diplomatico lussemburghese († 2004)
- 25 novembre - Nina Zaznobina, cestista sovietica († 2015)
- 26 novembre - Jean-Pierre Darras, attore e regista francese († 1999)
- 26 novembre - Herbert Freudenberger, psicologo statunitense († 1999)
- 26 novembre - Alberto Galgano, ingegnere italiano († 2017)
- 26 novembre - Roberto Goitre, direttore di coro, compositore e docente italiano († 1980)
- 26 novembre - Leonid Pavlovič Makaryčev, regista sovietico († 1988)
- 26 novembre - Henry Sanson, pallanuotista brasiliano († 2011)
- 26 novembre - Ferdinando Smerghetto, canottiere italiano († 1993)
- 27 novembre - Alfonso Barrantes, politico peruviano († 2000)
- 27 novembre - Sergio Bravo, calciatore messicano († 1997)
- 27 novembre - Carlos José Castilho, calciatore e allenatore di calcio brasiliano († 1987)
- 27 novembre - Alberto Cianchi, dirigente sportivo e politico italiano († 2009)
- 27 novembre - Antonio Del Donno, pittore e scultore italiano († 2020)
- 27 novembre - Augusto Ermentini, psichiatra, psicologo e criminologo italiano († 2014)
- 27 novembre - Ladi Geisler, chitarrista e bassista cecoslovacco († 2011)
- 27 novembre - Peter Lilienthal, regista, sceneggiatore e attore tedesco († 2023)
- 27 novembre - Max Palmer, wrestler, attore e religioso statunitense († 1984)
- 27 novembre - Theodor Puff, calciatore tedesco († 1999)
- 27 novembre - Geneviève Winding, montatrice francese († 2008)
- 28 novembre - Abdul Halim di Kedah, sovrano malese († 2017)
- 28 novembre - Roberto Coppini, poeta e imprenditore italiano († 2013)
- 28 novembre - Chuck Mitchell, attore statunitense († 1992)
- 28 novembre - Stepan Pučinjan, regista sovietico († 2018)
- 28 novembre - Giorgio Sala, politico italiano
- 29 novembre - Rupert Crosse, attore statunitense († 1973)
- 29 novembre - Derek Day, hockeista su prato britannico († 2015)
- 29 novembre - Rafael Mújica, calciatore spagnolo († 1987)
- 29 novembre - Narciso Parigi, cantante e attore italiano († 2020)
- 29 novembre - Sergio Vergara De La Guarda, schermidore cileno († 2003)
- 30 novembre - Martha Chase, genetista statunitense († 2003)
- 30 novembre - Ubaldo Faina, calciatore argentino († 1981)
- 30 novembre - Robert Guillaume, attore e doppiatore statunitense († 2017)
- 30 novembre - Jack Metcalf, politico statunitense († 2007)
- 30 novembre - Viola Myers, velocista canadese († 1993)
- 30 novembre - Keizō Yamada, maratoneta giapponese († 2020)